# Cecilia Bolocco

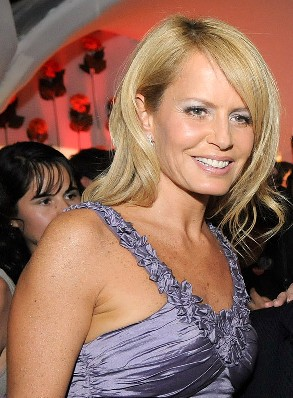
Cecilia Bolocco im Jahr 2010

Cecilia Carolina Bolocco Fonck (* 19. Mai 1965 in Santiago de Chile) ist eine chilenische Moderatorin und Schauspielerin im chilenischen Fernsehen.

## Leben
Bolocco studierte ein Jahr lang Ingenieurwesen und danach Modedesign. Sie wurde 1987 als erste Chilenin zur Miss Universe gewählt. Danach begann sie eine Karriere beim staatlichen chilenischen Fernsehen, wo sie ein Unterhaltungsprogramm am Samstag moderierte. Später wurde sie Co-Moderatorin eines Programms bei Canal 13.
Bolocco heiratete 1990 den US-amerikanischen Fernsehproduzenten Michael Young. Über das Ereignis wurde von den chilenischen Medien wie über eine Königshochzeit berichtet. 1990 zog Bolocco nach Miami in Florida, wo sie als Nachrichtensprecherin für CNN arbeitete. Danach moderierte sie mehrere Programme bei Telemundo, einer spanischsprachigen Fernsehanstalt in Puerto Rico, wofür sie zwei Emmy-Preise erhielt. 
Später übernahm Bolocco eine Hauptrolle in der mexikanischen Fernsehserie Morelia, die in über 70 Ländern ausgestrahlt wurde und Mitte der 1990er Jahre trennte sich Bolocco von ihrem Mann Michael Young. Nach ihrer Trennung, ab Oktober 1996, moderierte sie wieder vielgesehene Programme im chilenischen Fernsehen und hatte auch ein eigenes Radioprogramm. Im Februar 2000 übernahm sie die Moderation beim Internationalen Songfestival von Viña del Mar.
Am 26. Mai 2000 heiratete sie den früheren argentinischen Präsidenten Carlos Menem, den sie bei einem Interview kennengelernt hatte. Máximo, das erste gemeinsame Kind von Bolocco und Menem, wurde Ende 2003 geboren. Die Trennung erfolgte im April 2007, die endgültige Scheidung 2011.